# Arrondissement de Mitte (Leipzig)
À ne pas confondre avec l'arrondissement de Mitte à Berlin.
L'arrondissement de Mitte (en allemand : Stadtbezirk Mitte [ˈʃtatbəˌt͡sɪʁk ˈmɪtə] ) est l'arrondissement municipal du centre de Leipzig en Allemagne.
L'arrondissement de Mitte comprend nombre de monuments, la plupart d'entre eux étant situés dans la cité intérieure de Leipzig (quartier Zentrum) délimité par l'Innenstadtring ou le Promenadenring: l'opéra, l'Europahaus, la Gewandhaus et la City-Hochhaus sur l'Augustusplatz, l'église saint-Thomas, l'église Saint-Nicolas, le nouvel hôtel de ville, l'ancien hôtel de ville sur la place du marché, l'Université de Leipzig...
Au sud-ouest se trouve une partie du parc Clara-Zetkin ainsi que le tribunal administratif fédéral. Au nord se trouve le Zoo de Leipzig, la gare centrale de Leipzig et le Wintergartenhochhaus. Au sud-est se trouve la gare bavaroise, l'église orthodoxe russe du souvenir ainsi que l'ancien parc d' expo Alte Messe à proximité du Monument de la Bataille des Nations dans le quartier voisin de Leipzig-Probstheida.
La sortie Leipzig-Mitte de Bundesautobahn 14 se trouve à environ 5 kilomètres au nord de Leipzig.

## Géographie
Le quartier se situe au centre de Leipzig.
| Leipzig-Lindenau  | Leipzig-Gohlis Leipzig-Eutritzsch     | Leipzig-Schönefeld-Abtnaundorf |
| Leipzig-Plagwitz  | Mitte                                 | Leipzig-Neustadt-Neuschönefeld |
| Leipzig-Schleußig | Leipzig-Südvorstadt Leipzig-Connewitz | Leipzig-Reudnitz-Thonberg      |

### Les sept quartiers

00 Zentrum
01 Zentrum-Ost
02 Zentrum-Südost
03 Zentrum-Süd
04 Zentrum-West
05 Zentrum-Nordwest
06 Zentrum-Nord

## Population
L'arrondissement comptait 69 475 habitants le 31 décembre 2022 selon le registre des déclarations domiciliaires, c'est-à-dire 4 507 hab./km2.

## Histoire et développement urbain
Le développement de la ville de Leipzig a commencé dans la zone de l'actuel arrondissement de Mitte. Dans le périmètre de Brühl, il y avait dans le VIIe siècle-VIIIe siècle une colonie slave, tandis que le noyau urbain se trouvait dans la zone du château allemand (urbs libzi). C'était dans le domaine de l'actuel Matthäikirchhof. Non loin de là, les routes commerciales longue distance Via regia et Via imperii se croisaient au Moyen Âge, cette dernière étant toujours présente dans le nom de rue actuel Reichsstraße.
Au XIIIe siècle, la ville de Leipzig ne s'étendait qu'au nord au-delà du centre-ville actuel (quartier central) et était limitée à 42 hectares par les puissants murs de la ville. L'arrondissment actuel de Mitte, en revanche, comprend également les faubourgs, qui ne s'est essentiellement développée qu'après la suppression progressive des murs et des fossés après la guerre de Sept Ans. Auparavant, ceux-ci étaient dus à des événements de guerre (guerre de Smalkalde et guerre de trente ans) a été presque complètement détruit deux fois. Jusque dans les années 1830, seules de petites zones en dehors du centre-ville étaient développées. Celles-ci se limitaient aux routes commerciales accompagnant la route, appelées Steinweg (chemins de pierre). Les limites de la ville ont été repoussées vers l'extérieur et de nouvelles guérites ont été construites (dans l'arrondissement de Mitte).

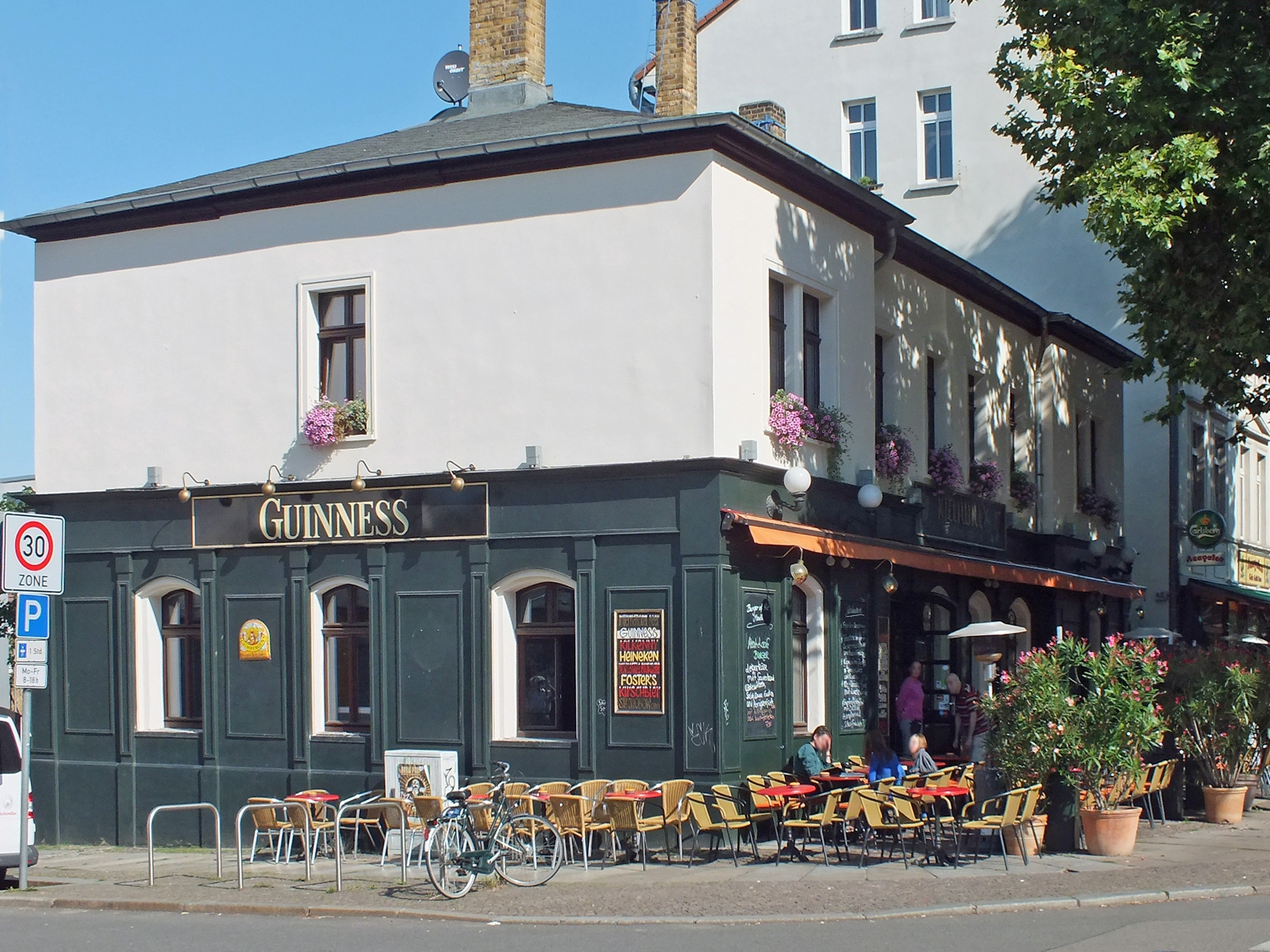
Bâtiment de garde de l'ancienne porte Zeitz de 1856 sur les limites de la vieille humbville dans la Karl-Liebknecht-Straße (2013)

La zone appelée plus tard Alt-Leipzig (Vieux Leipzig) correspond à peu près, mais pas exactement, à l'actuel arrondissement de Mitte. Une condition préalable importante pour le développement de ses zones nord-ouest, ouest et sud-ouest était les plans des ingénieurs hydrauliques Kohl et Georgi dans les années 1852 à 1854 et la refonte ultérieure de réseau fluvial de Leipzig. Au cours du XIXe siècle, les vastes jardins publics qui entouraient le centre-ville de tous côtés ont été progressivement subdivisés et construits. Cela a conduit à une forte expansion structurelle des faubourgs, où Leipzig a dépassé la barre des 100 000 habitants en 1870 et est devenue une grande ville. Du fait des incorporations, l'aire urbaine ne se limite bientôt plus à Vieux Leipzig. Lors du recensement de 1895, une distinction a été faite entre le Vieux Leipzig avec 183 000 personnes et le Nouveau Leipzig avec 207 000 personnes. La densité de population était trois fois plus élevée qu'aujourd'hui dans l'arrondissement de Mitte, dont la structure de développement vers 1900 était à peu près la même qu'aujourd'hui.
Cependant, cela ne change rien au fait que, comme le prouve Sebastian Ringel, pratiquement aucune pierre n'a été laissée de côté et de nombreux bâtiments ont été remplacés par de nouveaux au fil du temps. De la construction de la gare principale, en passant par les destructions de la Seconde Guerre mondiale (degré de destruction dans l' arrondissement de Mitte entre 34 et 52%) et la reconstruction changeante en RDA, des places et des rues entières ont disparu. Le développement du parc automobile au XXe siècle et l'expansion des routes ont également entraîné des changements majeurs dans le paysage urbain.
Vers la fin du XXe siècle, le concept d' un centre-ville avec peu de voitures a prévalu, tandis que le périphérique du centre-ville a la concentration de la circulation la plus élevée de Leipzig après les autoroutes. Avec le City-Tunnel ouvert en 2013, l'arrondissement de Mitte a reçu un total de 4 stations souterrains de S-Bahn d'Allemagne centrale.
En 1989, l'arrondissement de Mitte entre dans l'histoire mondiale avec les manifestations du lundi de Leipzig, qui accélèrent la fin de la RDA et du bloc de l'Est.

### Édifice religieux
- Église Saint-Pierre de Leipzig

### Bâtiments
- Arena Leipzig
- Bastion Maurice
- Bosehaus
- Mädlerpassage
- Paulinum

### Sports
- Red Bull Arena (Leipzig)
- Hippodrome de Scheibenholz

### Voies
- Barfußgäßchen
- Gottschedstraße
- Nikolaikirchhof
- Richard-Wagner-Platz

### Bâtiments perdus
- Altes Theater (Leipzig)
- Café français, 1835-1943
- Café Zimmermann (établissement)
- Grande synagogue de Leipzig (1855-1938)
- Paulinerkirche
- Maison romaine (Leipzig)

### Enseignement
- École supérieure allemande de culture physique
- École supérieure de musique et de théâtre Felix Mendelssohn Bartholdy de Leipzig

### Musées
- Forum d'histoire contemporaine Leipzig
- Musée des Beaux-Arts de Leipzig
- Musée Grassi d'ethnologie
- Musée d'histoire naturelle de Leipzig
- Musée des instruments de musique de l'université de Leipzig

### Cimetières
- Ancien cimetière Saint-Jean

### Autres attractions
- Brückensprengungsdenkmal
- Statue de Jean-Sébastien Bach
- Rosental
- Jardin botanique de l'Université de Leipzig
- Bibliothèque municipale de Leipzig
- Moulin à poivre de Leipzig
- Marché de Noël de Leipzig

## Literature
Apropos l'histoire urbanistique:
- Sebastian Ringel: Wie Leipzigs Innenstadt verschwunden ist. 150 verlorene Bauten aus 150 Jahren. edition überland, Leipzig 2019  (ISBN 978-3-948049-00-3). (en allemand)
- Sebastian Ringel: Vom Wandel der Leipziger Vorstädte. 300 verlorene Bauten aus 160 Jahren. edition überland, Leipzig 2022  (ISBN 978-3-948049-07-2). (en allemand)